# Bill Ritter
August William Ritter Jr., mais conhecido como Bill Ritter (Denver, 6 de setembro de 1956), é um político e advogado americano que serviu como 41º governador do Colorado de 2007 a 2011. Membro do Partido Democrata, ele atuou como procurador distrital de Denver antes de sua eleição em 2006.
Ritter foi a primeira pessoa nascida no Colorado a ser eleita governador do estado desde 1975, além de ser o primeiro governador democrata em 50 anos a possuir a maioria na Assembleia Geral do Colorado. Ritter não concorreu a um segundo mandato em 2010, alegando motivos familiares. Apoiou para sua sucessão o seu correligionário John Hickenlooper, que foi eleito para o governo.

## Eleição
| Partido | Partido     | Candidato    | Votos   | % dos Votos |
| ------- | ----------- | ------------ | ------- | ----------- |
|         | Democrata   | Bill Ritter  | 888.095 | 56,98       |
|         | Republicano | Bob Beauprez | 625.886 | 40,16       |
|         | Libertário  | Dawn Winkler | 23.323  | 1           |
|         | Outros      | Outros       | 20.712  | 1           |
|         | -           | Brancos      | 389     | 0,86        |